# Katsukawa Shunchō
En aquest nom japonès, el cognom és Katsukawa.

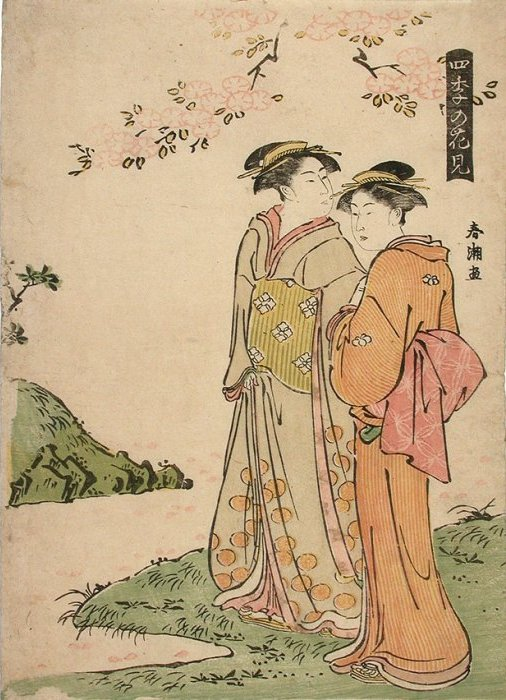
Xilografia de Katsukawa Shunchō titulada “Mirant flors a les quatre estacions” (Shiki no hanami)

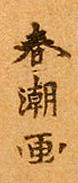
Típica signatura de Katsukawa Shunchō: “Shunchō ga” (春湖 画)

Katsukawa Shunchō (japonès: 勝川 春湖) va ser un dissenyador de xilografies de l'estil ukiyo-e que va estar en actiu aproximadament del 1783 al 1795. Tot i ser alumne de Katsukawa Shunshō, la producció de Shunchō, que consta principalment de gravats de dones boniques, s'assembla més a l'obra de Torii Kiyonaga. Shuncho també va dissenyar molts gravats shunga, que també recorden als de Torii Kiyonaga.

## Altres artistes anomenats Shunchō
Hi ha uns altres quatre artistes d'ukiyo-e bastant menys coneguts anomenats “Shunchō”, tot i que cadascun d'ells s'escriu amb un kanji diferent:
- 春蝶 Un artista de l'escola d'Osaka que era alumne de Shunkōsai Hokushū, en actiu 1815–1823
- 春頂 Un altre nom de l'artista de l'escola d'Osaka Shunchōsai Hokushō
- 春朝 Gajuken Shunchō, un artista de l'escola d'Osaka en actiu a mitjans de la dècada de 1820
- 春鳥 Un artista de Kyoto conegut també com a Hotta Shunchō i com a Harukawa Shunchō, en actiu 1815–1821